# Commezzadura

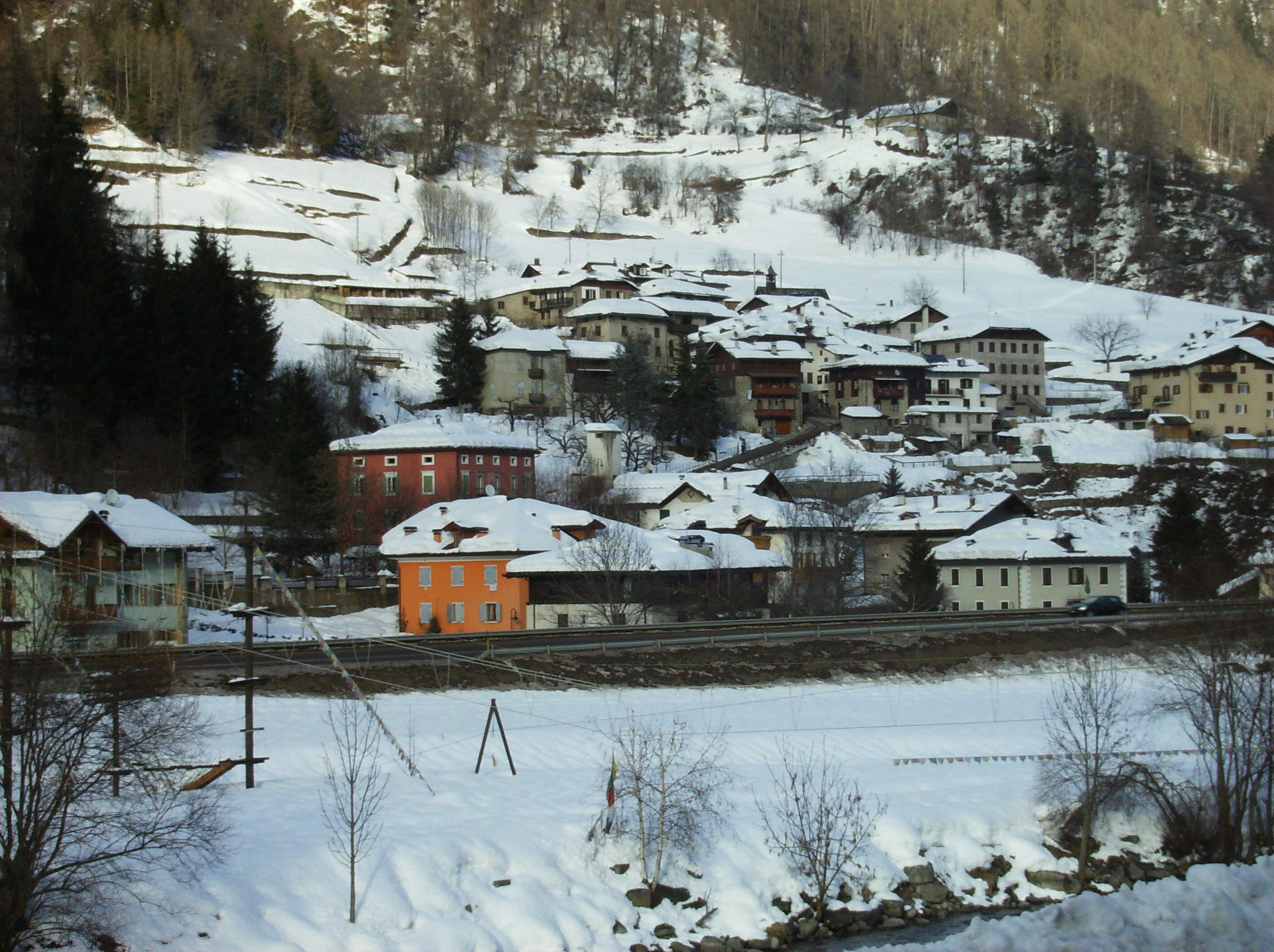
Blick auf den Ortsteil Mestriago

Commezzadura (Solander: Comezadurà, deutsch veraltet: Kommedür) ist eine nordostitalienische Gemeinde (comune) mit 1010 Einwohnern (Stand 31. Dezember 2023) im Trentino in der Region Trentino-Südtirol. Die Gemeinde liegt etwa 35 Kilometer nordwestlich von Trient am Noce und gehört zur Talgemeinschaft Comunità della Valle di Sole. Der Verwaltungssitz befindet sich im Ortsteil Mestriago.

## Verkehr
An der Bahnstrecke von Trient nach Malè bzw. Marielleva bestehen Haltepunkte in den Ortsteilen Mastellina, Daolasa und Piano. Durch die Gemeinde führt die Strada Statale 42 del Tonale e della Mendola von Treviglio nach Bozen.